# THE RIVER 呪いの川
『THE RIVER 呪いの川』（ザ・リバー のろいのかわ、The River）は、アメリカ合衆国の超常現象・アクション・ホラー・ファウンド・フッテージ・テレビドラマである。2011-12年冬期シーズンにABCよりミッドシーズン番組として放送された。第1シーズンは全8話が製作され、2012年2月7日から3月20日まで放送されたが、ABCは同年5月11日にシリーズの打ち切りを発表した。
ABCが打ち切りを発表した後、ネットフリックスがABCスタジオにビデオ・オン・デマンドでのダウンロード・サービスによりシリーズを継続する話を持ちかけ、最終的にパスした。

## ストーリー
著名な冒険家であるエメット・コール博士（ブルース・グリーンウッド）は「謎の魔力」を探すためにアマゾン奥地へと旅立つが、消息不明となってしまう。
それから6か月後、コールの妻のテス（レスリー・ホープ）と息子のリンカーン（ジョー・アンダーソン）が追悼式典を準備していると、突如彼の装備していたビーコンが鳴り始めた。2人はコールが出演していた番組のプロデューサーであるクラーク（ポール・ブラックソーン）ら撮影スタッフと共に捜索に出発する。

## キャスト
- ブルース・グリーンウッド
- ジョー・アンダーソン
- レスリー・ホープ
- エロイーズ・マンフォード（英語版）
- ポール・ブラックソーン
- トーマス・クレッチマン
- ダニエル・ザカパ（英語版）
- ショーン・パークス（英語版）
- パウリナ・ガイタン（英語版）
- ケイティー・フェザーストン
- スコット・マイケル・フォスター

## 製作
2010年9月、ABCはNBCとの争奪戦の末、本プロジェクトの権利を獲得した。2011年2月、マイケル・グリーンによって脚本が書き直された後、ABCはパイロット版の製作のグリーンライトを出し、同年5月に第8話までの製作を決定したうえ、2011-12年のミッドシーズンに放送予定であることを発表した。
パイロット・エピソードはプエルトリコ、残り7話はハワイで撮影された。

## 公開
アメリカ合衆国とカナダでは2012年2月7日に放送が始まった。
イギリスでは2012年2月8日にITunesで初公開された後、2012年10月9日にSyfyで放送が始まった。
日本ではスーパー!ドラマTVで放送された。
2012年3月5日、ABCとドリームワークス/アンブリンは第1シーズンのDVDを同年5月22日に発売することを発表した。このパッケージでは全8話のほか、削除されたシーンや全エピソード分のオーディオコメンタリーが含まれている。

## エピソード
| シーズン | シーズン | 話数 | 初回放送日   | 初回放送日     | DVD発売日     | DVD発売日   | DVD発売日   |
| シーズン | シーズン | 話数 | シーズン初回 | シリーズ最終回 | リージョン1   | リージョン2 | リージョン4 |
| -------- | -------- | ---- | ------------ | -------------- | ------------- | ----------- | ----------- |
|          | 1        | 8    | 2012年2月7日 | 2012年3月20日  | 2012年5月22日 |             |             |

| No. | タイトル                             | 監督                     | 脚本                                                                                      | 放送日        | 合衆国視聴者数 （百万人） |
| --- | ------------------------------------ | ------------------------ | ----------------------------------------------------------------------------------------- | ------------- | ------------------------- |
| 1   | "魔法に満ちた場所" (Part 1) "Magus"  | ジャウム・コレット＝セラ | 原案: オーレン・ペリ & マイケル・R・ペリー 脚本: マイケル・グリーン & マイケル・R・ペリー | 2012年2月7日  | 7.59                      |
| 2   | "父からの贈り物" (Part 2) "Marbeley" | ジャウム・コレット＝セラ | マイケル・グリーン & ザック・エストリン                                                   | 2012年2月7日  | 7.59                      |
| 3   | "モルセゴスの裁き" "Los Ciegos"      | マイケル・ケイトルマン   | グレン・モーガン                                                                          | 2012年2月14日 | 4.96                      |
| 4   | "もう1人のカメラマン" "A Better Man" | ディーン・ホワイト       | アーロン・エリ・コリーテ                                                                  | 2012年2月21日 | 4.80                      |
| 5   | "エクソダス号" "Peaches"             | ロブ・ベイリー           | ウェンディ・バトルス                                                                      | 2012年2月28日 | 4.04                      |
| 6   | "博士の消息" "Doctor Emmet Cole"     | ミシェル・マクラーレン   | マイケル・グリーン                                                                        | 2012年3月6日  | 4.21                      |
| 7   | "カートの秘密" "The Experiment"      | ケネス・フィンク         | スー・ヒュー                                                                              | 2012年3月13日 | 4.09                      |
| 8   | "親子の絆" "Row, Row, Row Your Boat" | ゲイリー・フレダー       | 原案: ザック・エストリン 脚本: アーロン・エリ・コリーテ & マイケル・グリーン              | 2012年3月20日 | 3.99                      |

## 批評家の反応
Metacriticでは27件のレビューで加重平均値は64/100となった。